# Diplonephra fulvescens
Diplonephra fulvescens là một loài bướm đêm trong họ Noctuidae.